# کوره بلند

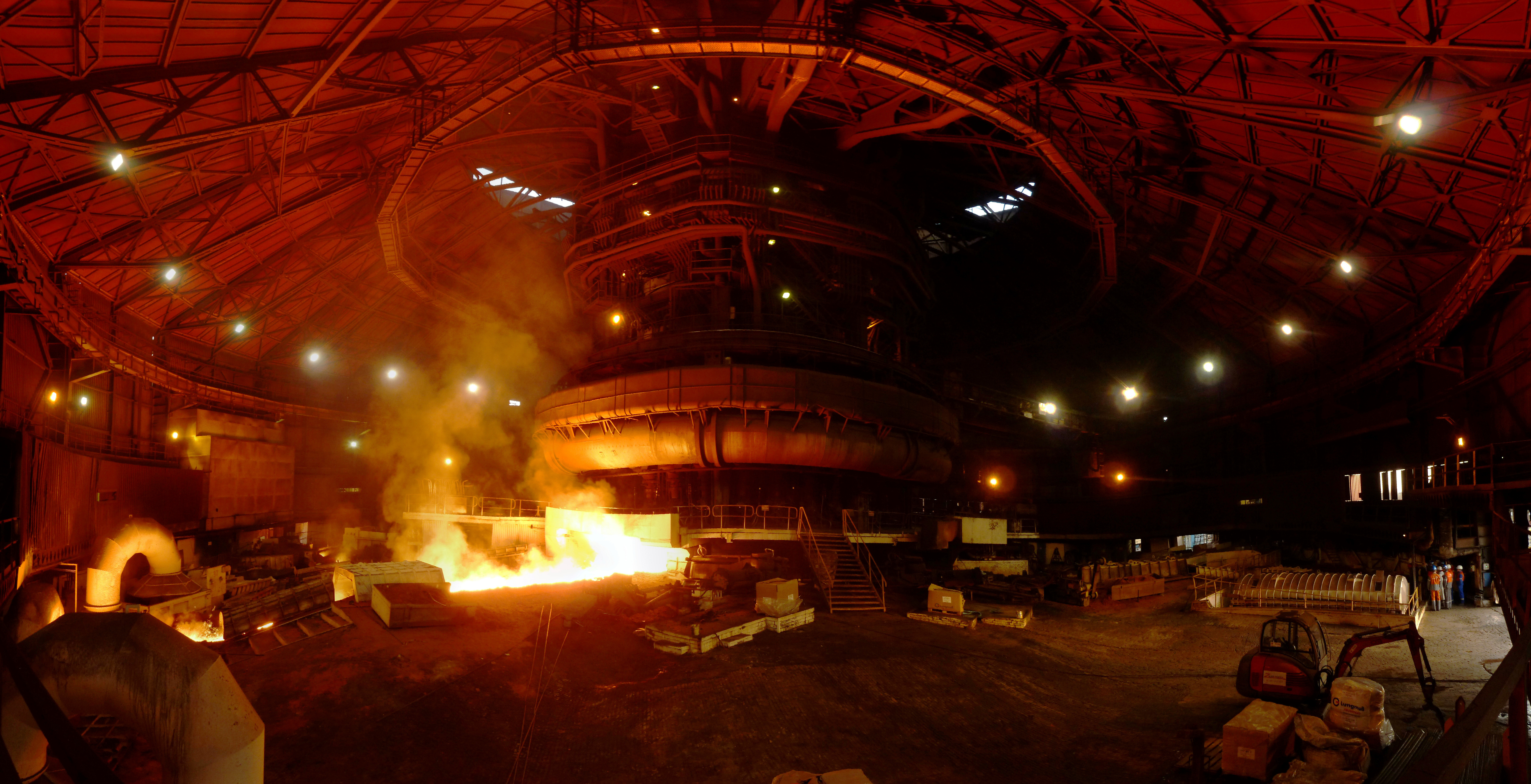
نمای پانورامیک از یک کوره بلند از نوع کوره‌های روسیه سابق در دومبرووه گورنیچا، لهستان

کورهٔ بُلَند (به انگلیسی: Blast furnace) کوره‌ای عمودی است که در کارخانه‌های ذوب فلز برای استخراج فلز به ویژه آهن، از سنگ معدنی استفاده می‌شود. کوره بلند به عنوان اصیل‌ترین روش جداسازی از سنگ آهن شمرده می‌شود.
به همراه سنگ آهن، کک و آگلومره هم داخل کوره بلند ریخته می‌شود. در کوره بلند سوخت جامد، معمولاً کُک همراه با جریان دمشی هوا می‌سوزد و کانی‌ها را ذوب می‌کند.

## تاریخچه

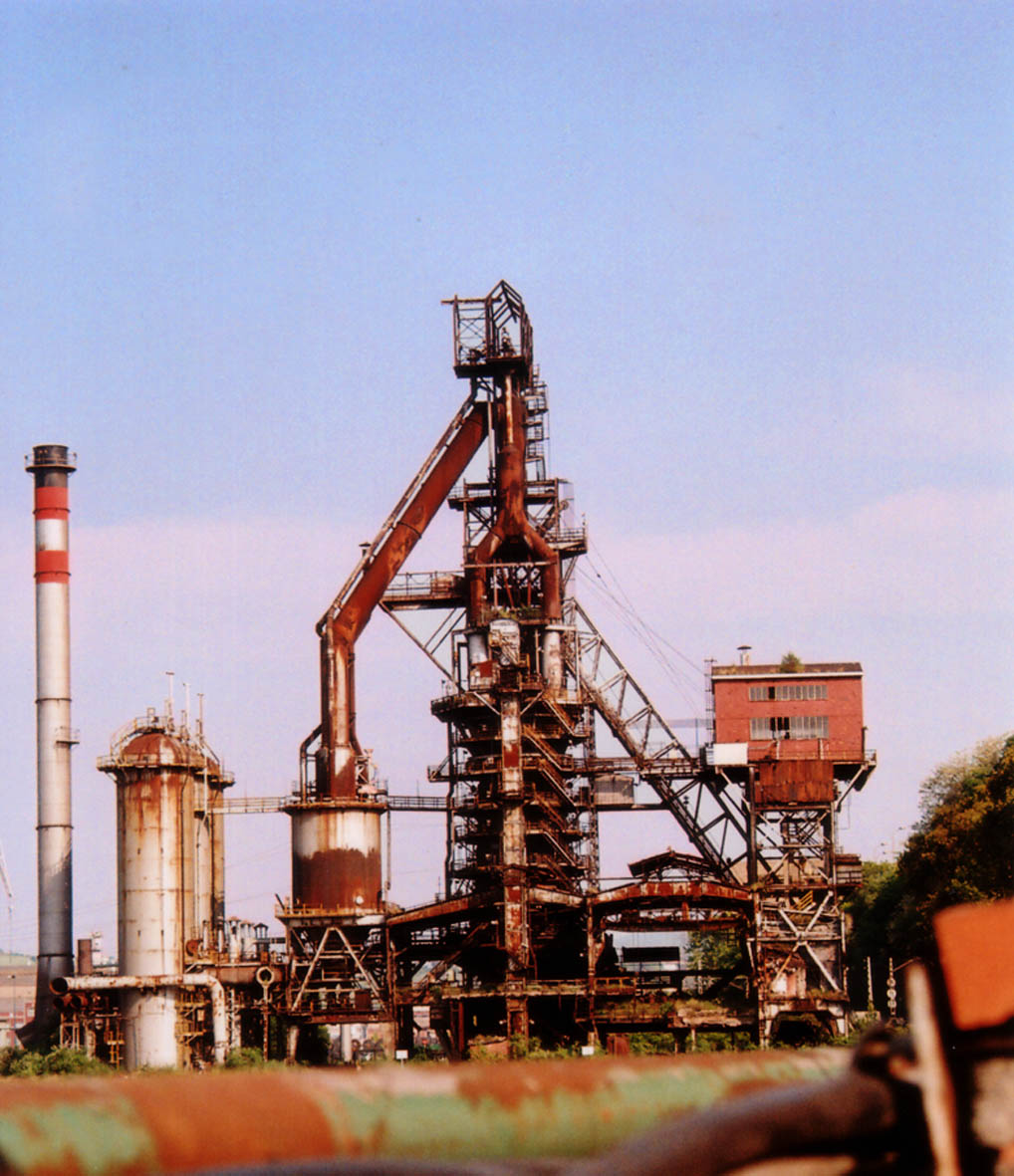
یک کوره بلند در سستائو اسپانیا. کوره اصلی در زیر تیرآهنهای میانی قرار دارد.

کوره‌های بلند در چین از حدود سده پنجم پیش‌از میلاد وجود داشته‌اند. در سده‌های میانه در اروپا نیز این‌گونه کوره‌ها ساخته‌شد و در سده ۱۵ از استان نامور در بلژیک به مناطق دیگر گسترش یافت. سوخت به‌کاررفته در این کوره‌ها زغال سنگ بود. بزرگترین کوره بلند ایران به حجم ۲۰۰۰ متر مکعب و در ذوب آهن اصفهان احداث شده‌است. کوره‌های بلند در دو نوع زنگدار و بدون زنگ ساخته می‌شوند. فناوری ساخت کوره بلندهای ایران سابقاً توسط شوروی سابق و اخیراً توسط شرکت پوسکو کره جنوبی وارد ایران شده‌است. کوره‌های روسی اساساً زنگدار و کوره‌های کره‌ای با فناوری جدیدتر و بدون زنگ ساخته می‌شوند. در کوره‌های بدون زنگ شارژ مواد توسط تجهیزی دوار صورت گرفته و باعث می‌شود مواد با نظم زیادی در کوره انباشته شود، لذا جریان هوای دم کوره به صورت یکنواخت در بین مواد نفوذ کرده و نهایتاً مصرف کُک کمتری به همراه خواهد داشت.

## اندازه کوره بلند
کوره‌های بلند با حجم از ۷۰ مترمکعب تا ۵۰۰۰ متر مکعب طراحی می‌شوند.

## کوره‌های بلند مدرن

### کوره بلند مدرن آهن
سیستم cowper stove برای پیش گرم کردن هوای ورودی در کورهٔ بلند بخش مهمی از روش مدرن تولید آهن است. کوره‌های مدرن بسیار کارآمد هستند که از جملهٔ دلایل آن استفاده از سیستم بازیابی برای استفاده از گرمای گازهای خارج شده از کورهٔ بلند، افزایش فشار هوا و اینجکت پودر کک می‌باشد. علت دیگر آن افزایش مقدار اکسیژن ورودی به کوره است. این عوامل باعث افزایش تولید آهن، مقدار گازهای گرمازا و حجم کک مورد استفاده در کوره شده‌است. بزرگترین سیستم کورهٔ بلند آهن در جهان در کرهٔ جنوبی قراردارد که ۶۰۰۰ متر مکعب حجم دارد. این کوره می‌تواند در حدود ۵۶۵۰۰۰۰ تن در سال آهن تولید کند.این یک جهش بزرگ در تولید آهن نسبت به کوره‌های بلند قدیمی در قرن ۱۸ که حدوداً ۳۶۰ تن در سال آهن تولید می‌کردند.

### کورهٔ بلند مدرن سرب
کوره‌های بلند در حال حاضر به ندرت در ذوب سرب استفاده می‌شوند. کوره‌های بلند سرب بسیار کوتاه‌تر از کورهٔ بلند آهن هستند و از نظر شکل هندسی مکعب مستطیلی هستند.ارتفاع کلی آن در حدود ۵ تا ۶ متر است.کوره‌های بلند مدرن سرب فاقد دیواره جانبی با پوشش نسوز هستند و پایهٔ کوره از مواد نسوز (آجر نسوز ریخته‌گری) ساخته شده‌است.

## HOT BLAST[۵]
Hot blast مهمترین پیشرفت در کارایی و بازده کورهٔ بلند و یکی از مهمترین فناوری‌های توسعه یافته در انقلاب صنعتی بوده‌است. این فناوری توسط جیمز باومومنت و ویلسون تاون در سال ۱۸۲۸ اختراع شد که با پیش گرم کردن گاز ورودی به وسیلهٔ سوزاندن گازهای نسوختهٔ خروجی مصرف کک را به شدت کاهش داد و هم چنین باعث افزایش ظرفیت کورهٔ بلند به علت کاهش حجم سوخت شد.

## فرایند مدرن تولید آهن در کورهٔ بلند[۵]

### انتقال مواد اولیه

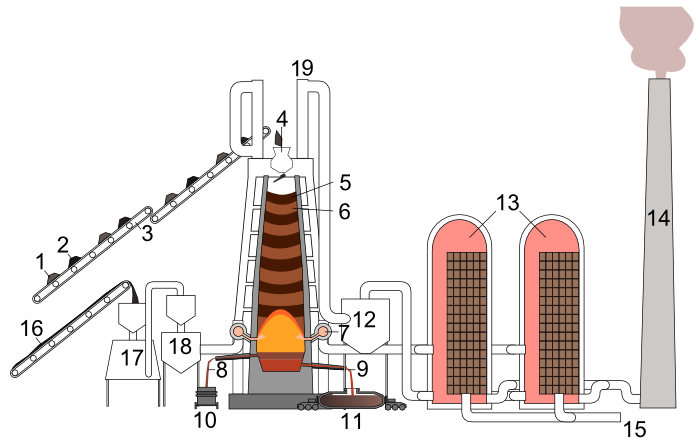
۱- سنگ آهن+پودر سنگ آهن۲-کک
1. تسمه نقاله
2. ورودی مواد اولیه
3. لایه کک
4. سینتر سنگ معدن و سنگ آهک
5. انفجار گرم
6. حذف سرباره
7. بهر برداری از pig iron
8. گلدان سرباره
9. انتقال به سمت torpedo cars
10. گرد و غبار سیلیکون
11. اجاق
12. دودکش
13. COWPER (پیش گرم کن)
14. پودر ذغال سنگ
15. اجاق کک
16. کک
17. کاهندهٔ گاز کورهٔ بلند

کوره‌های مدرن برای افزایش کارایی مانند مخزن‌های ذخیره‌سازی سنگ معدن مجهز به مجموعه ای از تجهیزات پشتیبانی هستند. مواد اولیه توسط اتومبیل‌های انتقال سنگ معدن به مجتمع انبار منقل می‌شود. مواد اولیه توسط یک ماشین container که از وینچ یا تسمه نقاله استفاده می‌کند به بالای کورهٔ بلند آورده می‌شود.

### شارژ کوره
روش‌های مختلفی برای شارژ کورهٔ بلند وجود دارد. بعضی از کوره‌های بلند از سیستم زنگ دوتایی استفاده می‌کنند که در آن از دو زنگ برای کنترل ورود مواد اولیه به داخل کورهٔ بلند استفاده می‌شود. هدف از استفاده از این زنگ‌ها به حداقل رساندن اتلاف گازهای داغ از کوره و به تبع آن از دست رفتن انرژی است. کوره‌های بلند به صورت مداوم به وسیلهٔ لوله‌های آبگرد که در اطراف آن قرار دارد خنک کاری می‌شود. ابتدا مواد اولیه در زنگ بالا یا زنگ کوچک تخلیه می‌شوند سپس زنگ کوچک بسته می‌شود تا از خروج گازهای داغ جلوگیری شود. زنگ بزرگ باز می‌شود و با استفاده از مکانیزم خاصی که دارد مواد اولیه را به‌طور یکنواختی در کوره پخش می‌کند. سیستم دیگری که برای شارژ کورهٔ بلند وجود دارد استفاده از سیستم " bell less " است. این سیستم از چند دریچه برای فراهم کردن مواد اولیهٔ کوره استفاده می‌کند. این دریچه‌ها در کنترل میزان ورود مواد اولیه به کورهٔ بلند دارای دقت بیشتری نسبت به نسبت به سیستم زنگ دوتایی است که از این طریق باعث افزایش کارایی کورهٔ بلند می‌شود.

### فرایند درون کوره

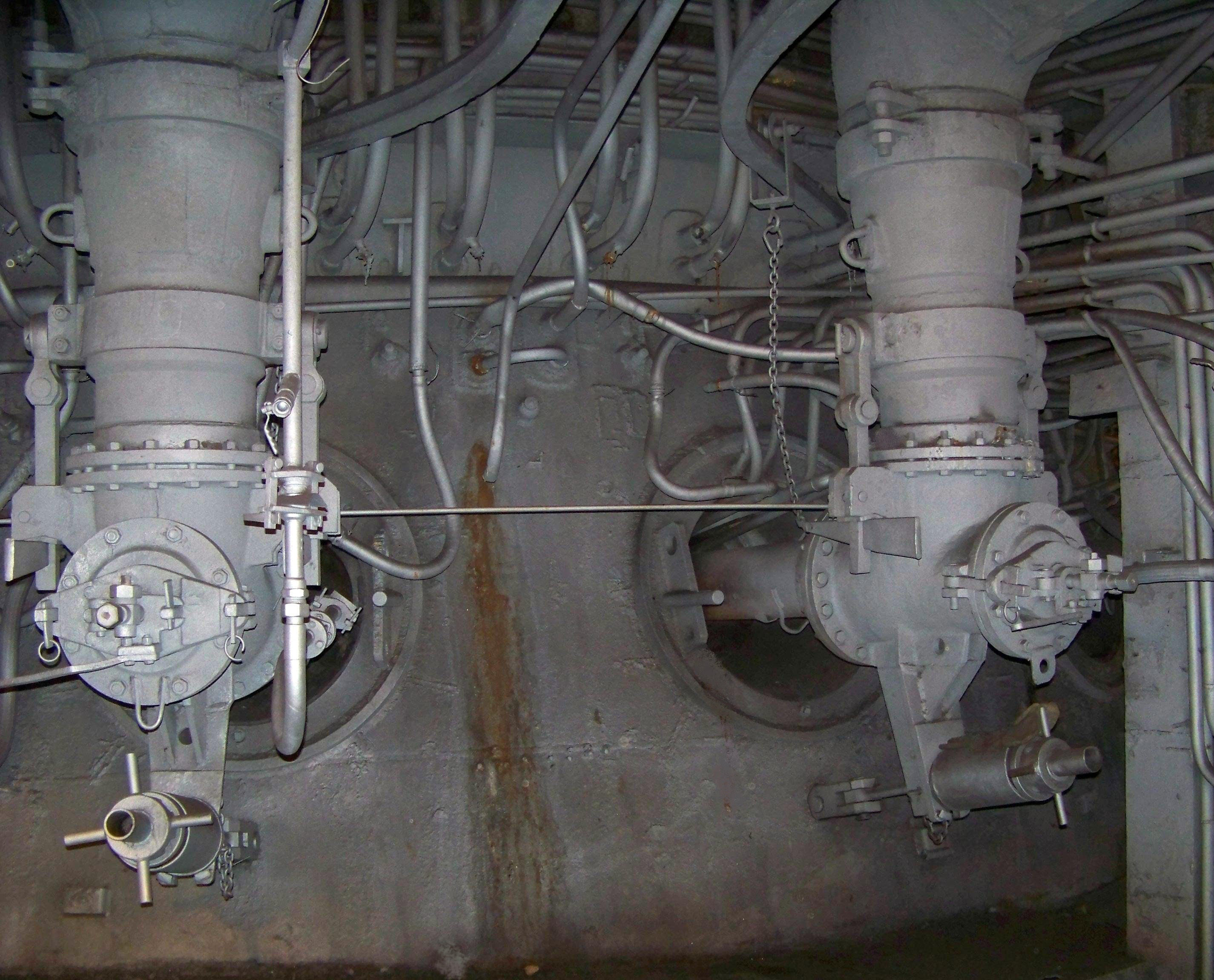
دمنده‌ها (TUYERES)

کورهٔ بلند آهن به شکل یک برج بلند (به ارتفاع ۳۰ تا ۸۰ متر) است که دیوارهٔ داخلی آن از آجر نسوز و دیوارهٔ خارجی آن از ورقه‌های فولادی ساخته می‌شود تا امکان اضافه کردن مواد اولیه به صورت پیوسته وجود داشته باشد. زیرا امکان خاموش کردن کوره برای برای کوتاه مدت وجود ندارد و اگر کوره ای روشن شود تا چند سال باید به‌طور مداوم کار کند. کوره‌های بلند به صورت مداوم به وسیلهٔ لوله‌های آبگرد که در اطراف آن قرار دارد خنک کاری می‌شوند. به این ترتیب سنگ آهن وسنگ آهک و کک با دستوری دقیق از بالای کوره وارد می‌شود. برای مدتی از ذغال سنگ استفاده شد که به علت وجود گوگرد که باعث شکننده شدن آهن می‌شد منسوخ شد. هوای گرم (با دمایی بین ۸۰۰ تا ۱۲۰۰ درجهٔ سانتی گراد) از پایین توسط شیپورک‌های دمنده (tuyeres) وارد و با کک یا همان کربن ترکیب می‌شود و باعث تولید منو کسید کربن می‌شوند و گرما ی زیادی تولید می‌کند. شیپورک‌های دمنده هوای گرم به داخل کوره در لایه خارجی دارای پوششی از سرامیک و در لایهٔ داخلی دارای پوششی از مس (به علت ضریب انتقال حرارت بسیار خوب) هستند که در معرض جریان آب به منظور خنک کاری قرار دارند.

## واکنشهای شیمیایی مهم

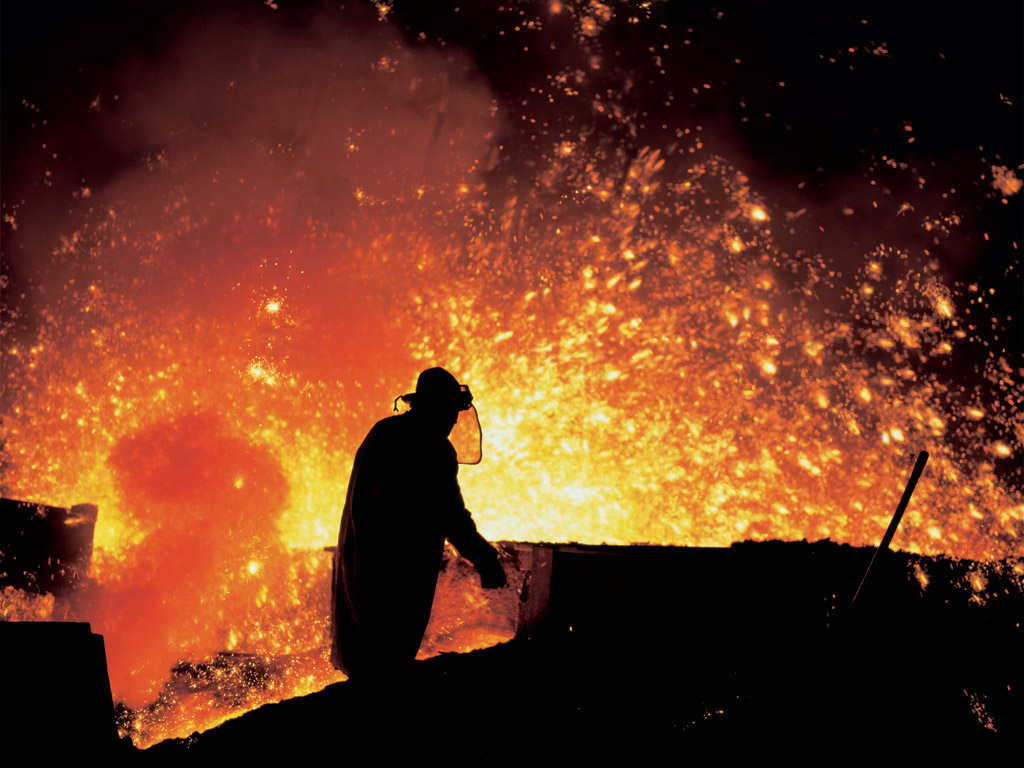

بخشی از مهم‌ترین واکنش‌هایی که در کورهٔ بلند رخ می‌دهند به شرح زیر است:
2C+O2{\displaystyle \rightleftharpoons }2CO
Fe2O3+CO{\displaystyle \rightleftharpoons }2Fe3O4+CO
CaCO3{\displaystyle \rightleftharpoons }CaO+CO2
Fe3O4+CO{\displaystyle \rightleftharpoons }3FeO+CO2
FeO+CO{\displaystyle \rightleftharpoons }Fe+O2

#### اتفاقات مهم در مناطق مختلف کوره
در این هنکام چهار اتفاق مهم در بخش‌های مختلف کورهٔ بلند می‌افتد
1-در قسمت بالایی کوره که دمای آن به 300 درجه سانتی گراد می‌رسد دمای مواد ورودی به کوره افزایش می‌یابد و رطوبت آن‌ها گرفته می‌شود.
2-در اثر گاز مونواکسید کربن حاصله از احتراق ناقص کک اکسیدهای مختلف آهن به یکدیگر و در نهایت آهن خالص احیا می‌شود.
3-آهن خالص احیا شده در دمای 1000 درجهٔ سانتی گراد در اثر برخورد با کک داغ با کربن ترکیب می‌شود.
4-در دمای 1200 تا 1400 درجهٔ سانتی گراد آهن مذاب می‌شود و باقی اکسیدهای آهن که احیا نشده بودند با کربن احیا می‌شوند.

#### تخلیهٔ مذاب و سرباره

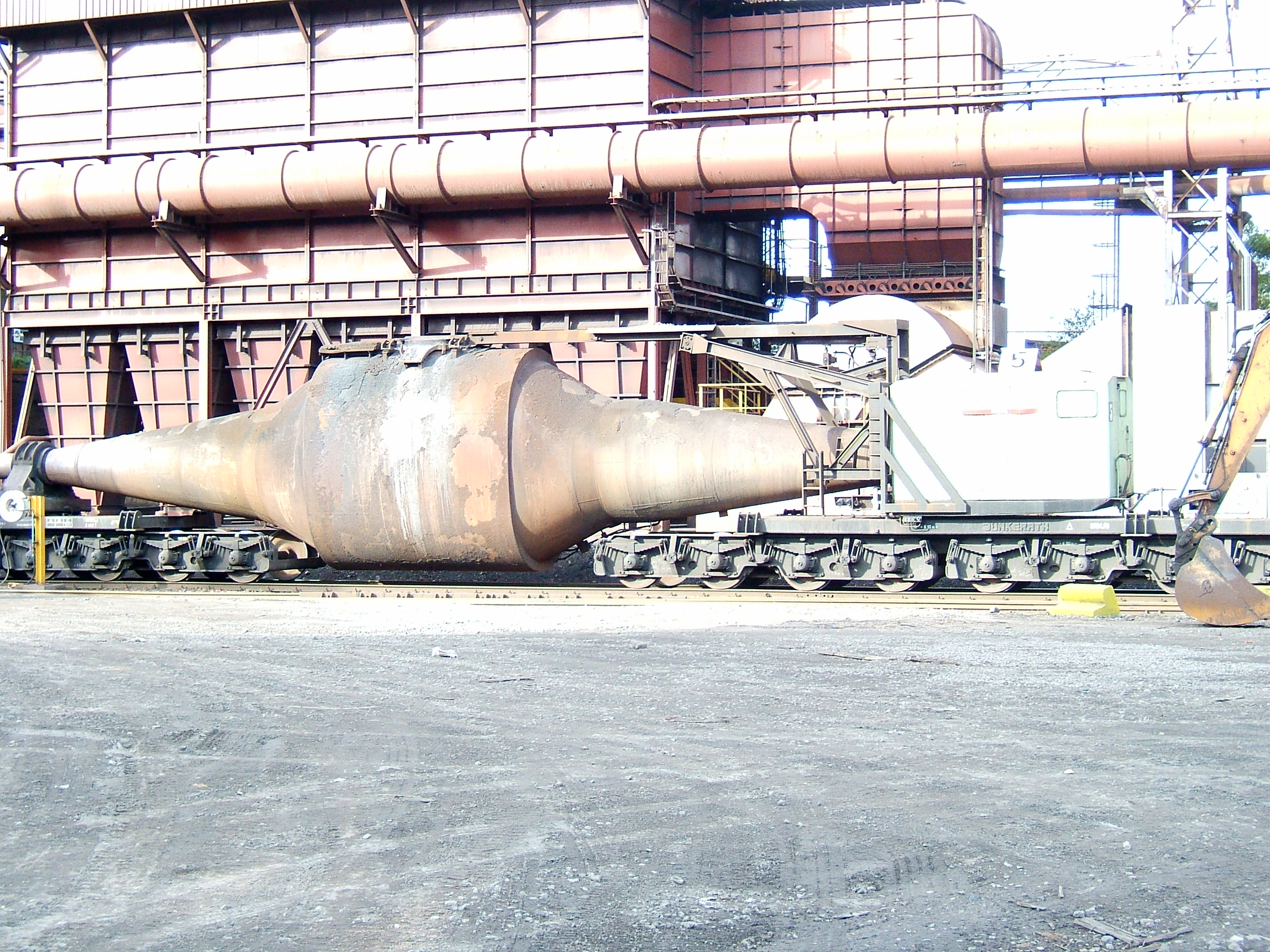
مخزن دوکی حامل مواد مذاب(torpedo cars)

در اثر گرما ی تولید شده آهن به مذاب تبدیل می‌شود و سرباره ای که دارای چگالی کمتری نسبت به آهن مذاب است روی سطح آن تشکیل می‌شود که عمدتاً از کلسیم سیلیکات تشکیل شده‌است این سربارهٔ شناور بر روی مذاب آهن از اکسید شدن آهن جلوگیری می‌کند. در نهایت از قسمت تحتانی کوره که بوته نام دارد ابتدا سرباره از یک خروجی در قسمت بالایی بوته سپس آهن مذاب از یک خروجی در پایین کورهٔ بلند خارج می‌شوند. عمل تخلیهٔ آهن مذاب هر 4 تا 5 ساعت انجام می‌شود. آهن مذاب قبل از انتقال به کارخانه‌های فولاد با اضافه کردن اکسید کلسیم گوگرد زدایی و با اضافه کردن اکسیژن کربن زدایی می‌شود. سربارهٔ تولیدی را که حجم آن تقریباً سه برابر آهن مذاب تولید شده می‌باشد را به عنوان کود-سیمان-عایق حرارتی و آجر نسوز استفاده می‌کنند. ترکیبات سرباره شامل :SiO2-CaO-Al2O3 می‌باشد.

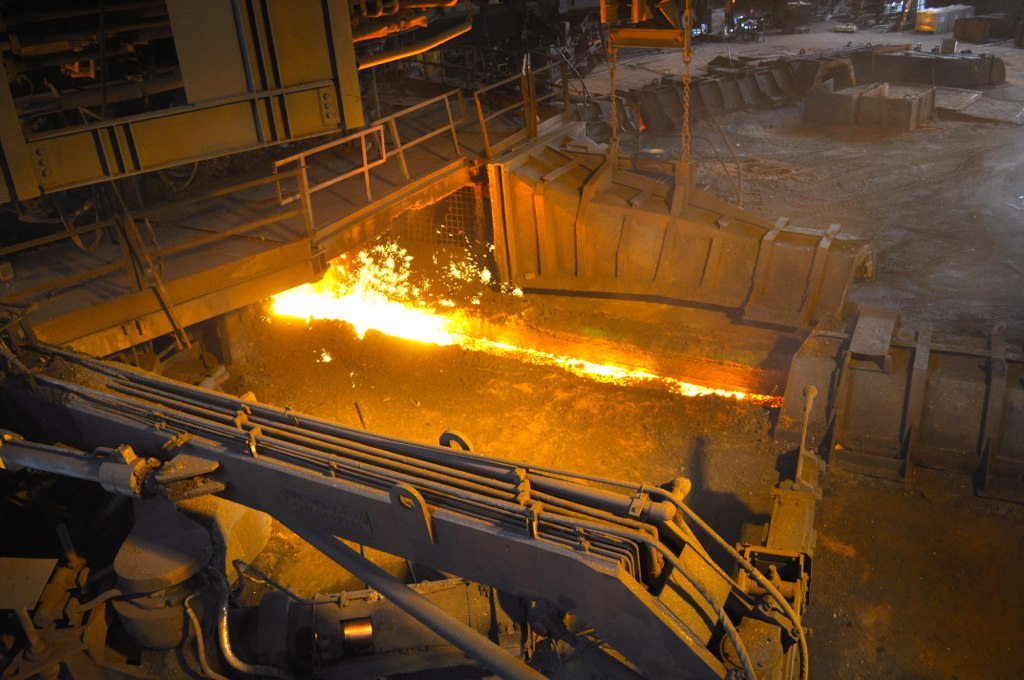
جاری شدن آهن مذاب ذر بستری از گل نسوز

درب خروجی آهن مذاب در کورهٔ بلند با استفاده از یک به اصطلاح "gun" با شلیک گل نسوز بسته می‌شود و هنگام بهره‌برداری با استفاده از یک دریل پوشش گل نسوز تخریب و و آهن مذاب خارج و در یک بستر از گل نسوز جاری می‌شود. این آهن مذاب در ادامه وارد یک مخزن بیضوی می‌شود که در نهایت در قالب‌های ریخته‌گری تخلیه می‌شود.

#### گازهای خروجی

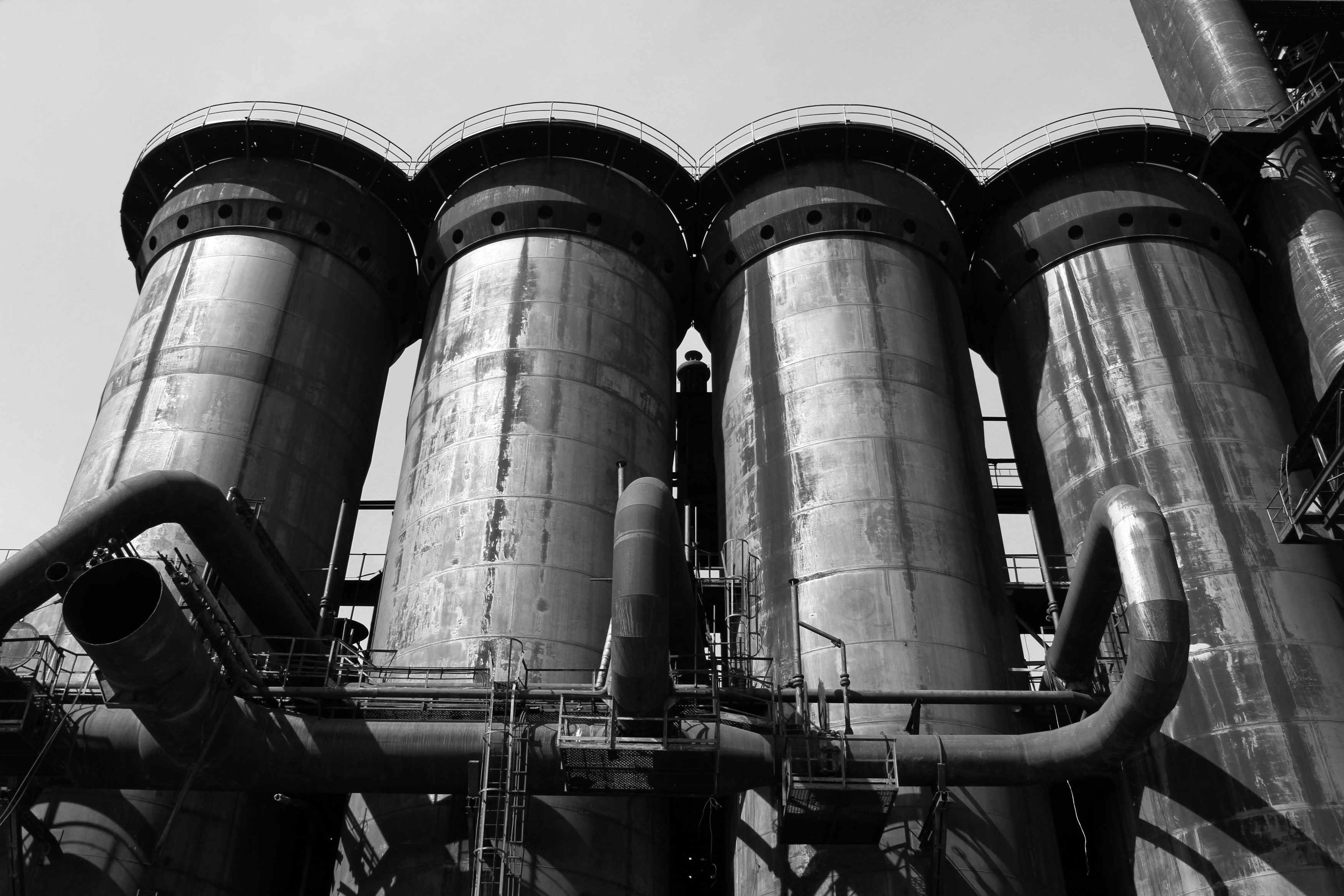
hot air stoves

مونواکسید کربن و متان و ازت حاصله از سوختن کک در نهایت از بالای کوره خارج می‌شود سپس این گاز خارج شده را درکوره‌هایی به نام "hot air stove" با هوای بیرون به علاوهٔ سوخت واکنش می‌دهند تا مونوکسید کربن و بقیه سوخت‌های آن بسوزد و از گرمای تولیدی آن برای گرم کردن گازهای ورودی به کورهٔ بلند استفاده می‌شود. این کوره‌ها معمولاً به صورت یک مجموعهٔ سه عددی در خارج از کورهٔ بلند قرار می‌گیرند که به‌طور همزمان دو عدد از آن‌ها در مدار قرار دارند و یک عدد به گرم کردن گازهای ورودی می‌پردازد.

## محصول کورهٔ بلند

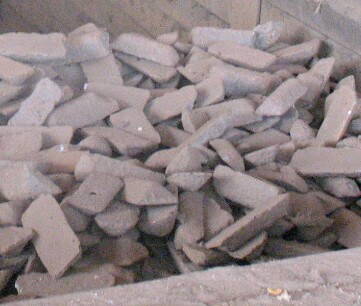
pig iron

حاصل فرایند کورهٔ بلند چدن است که در اصطلاح به آن "pig iron "گفته می شودکه دارای خلوص 95%است. این آهن دارای درصد کربن بالایی در حدود 4 تا 5 درصد و درصد بالایی از گوگرد می‌باشد. هم چنین درصد بقیه عناصر در این آهن بدین شرح است: منگنز:0.25%_2.5%وفسفر:0.04%_2%وسیلیس:0.5%_3%
این عناصر باعث می‌شوند که آهن حاصل از کورهٔ بلند بسیار ترد و شکننده باشد و برای استفاده در صنایع خودرو کشتی سازی و مصالح ساختمانی و … قابل استفاده نباشند و برای استفاده تحت پردازش بیشتری قرار بگیرد.

## آیندهٔ کورهٔ بلند و محیط زیست
اگر چه راندمان کوره‌های بلند به‌طور مداوم در حال تغییر است اما واکنش‌های داخل کورهٔ بلند یکسان است. به گفتهٔ مؤسسه ی آهن و فولاد آمریکا کورهٔ بلند تا هزارهٔ بعدی باقی می‌ماند زیرا کوره‌های بلند بزرگ و پربازده می‌توانند فلز مذاب با هزینهٔ قابل رقابت با سایر روش‌های تولید آهن تولید کنند. یکی از بزرگترین مشکلات کورهٔ بلند تولید اجتناب ناپذیر دی‌اکسید کربن است. زیرا اکسید آهن با استفاده از واکنش با کربن به آهن خالص تبدیل می‌شود که حاصل این واکنش دی‌اکسید کربن است. چالش تولید گازهای گاخانه ای توسط کورهٔ بلند در یک برنامه به نام "Ulcos" در اروپا در حال پیگیری می‌باشد که حاصل آن چندین روش برای کاهش تولید گازهای گلخانه ای تولید شده در روش کورهٔ بلند می‌باشد.

## تصفیهٔ گازهای خروجی
برای جلوگیری از آلودگی محیط زیست گازهای خروجی از کورهٔ بلند در دو فرایند درون دودکش تصفیه می‌شوند:1-نظافت درشت 2-نظافت ریز
1. در سیستم نظافت درشت با استفاده از گیرندهٔ گرد و غبار به وسیله ایجاد اختلاف سرعت میان ذرات ریز و درشت در یک سازهٔ استوانه ای (دودکش) با بدنهٔ استیل و دیوارهٔ داخلی از جنس آجر نسوز می‌باشد بخشی از غبارات گازهای خروجی تصفیه می‌شود.
2. در سیستم نظافت ریز با استفاده از فیلترهای الکترواستاتیکی ذرات ریزدانه تر گرفته می‌شود.

## کوره‌های بلند در ایران
در ایران از آن جایی که گاز طبیعی به مراتب بیشتر از ذغال سنگ یافت می‌شود از فرایند کورهٔ بلند استفادهٔ کمتری می‌شود و بخش عمدهٔ آهن از روش احیای مستقیم تولید می‌شود.<ref>«احیا مستقیم و کوره بلند».</ref>
برخی از کوره‌های بلند ایران:
- کوره‌های بلند ذوب اصفهان که سه عدد هستند هر کدام با ظرفیت تولید 800000 و 1400000 تن در سال[۱۲]
- کورهٔ بلند شرکت فولاد میبد با ظرفیت تولید 1400000 تن در سال[۱۳]
- کورهٔ بلند فولاد زرند کرمان

## پیوند به صفحات دیگر برای اطلاعات تکمیلی
Encyclopædia Britannica            
https://newsroom.posco.com/en/blast-furnace-anatomy-1/
https://oldschool.runescape.wiki/w/Blast_Furnace